# Ruta de Illinois 184
La Ruta de Illinois 184, y abreviada IL 184 (en inglés: Illinois Route 184) es una carretera estatal estadounidense ubicada en el estado de Illinois. La carretera inicia en el sur desde la IL 149     en Royalton hacia el norte en la IL 14     en Mulkeytown. La carretera tiene una longitud de 9,4 km (5.87 mi).

## Mantenimiento
Al igual que las autopistas interestatales, y las rutas federales y el resto de carreteras estatales, la Ruta de Illinois 184 es administrada y mantenida por el Departamento de Transporte de Illinois por sus siglas en inglés IDOT.